# Andrew Simpson (Schauspieler)
Andrew Gerard Simpson (* 1. Januar 1989 in Derry, Nordirland, Vereinigtes Königreich) ist ein nordirischer Schauspieler.

## Karriere
Andrew Simpson bekam wie seine drei Geschwister Schauspielunterricht an der Foyle School of Speech and Drama. Später wirkte er in diversen Festivals als Darsteller mit, wo er eines Tages von einem Talentsucher entdeckt wurde. Seine Karriere startete er abseits der Theaterbühne mit Werbeaufnahmen, gefolgt von ersten Filmangeboten Anfang der 2000er Jahre. Sein Leinwanddebüt gab er 2003 mit der Rolle des Gerard Peters in dem Film Song for a Raggy Boy, dennoch konnte er erst mit der Rolle des 15-jährigen Schülers Steven Connolly, der eine skandalöse Affäre zu seiner von Cate Blanchett gespielten Kunstlehrerin unterhält, in dem Spielfilm Tagebuch eines Skandals überzeugen. Simpson war 2009 in Kopfgeld – Perrier’s Bounty zu sehen. Weitere Film- und Fernsehrollen folgten. 2019 spielte er in A Good Woman Is Hard to Find mit.